# Yanti Somer

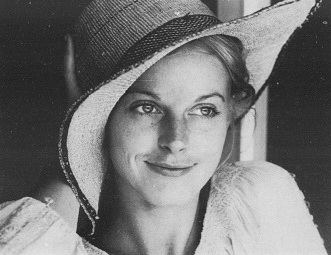
Yanti Somer, vor 1974

Yanti Somer (eigentlich Kirsti Elisa Somersalo, * 29. Februar 1948 in Helsinki) ist eine finnische Schauspielerin.

## Karriere
Somer arbeitete zunächst als Fotomodel, bevor sie 1967 in Frankreich ihr Filmdebüt in Delphine von Eric Le Hung gab. Ab 1971 war sie in italienischen Filmen zu sehen. Bekannt wurde die Schauspielerin an der Seite von Bud Spencer und Terence Hill. Zu ihren bekanntesten Filmen zählt Verflucht, verdammt und Halleluja (1972), in dem sie die Candida spielt. Außerdem war sie im Film Vier Fäuste für ein Halleluja (1971) als Judy, die Tochter der Siedlerfamilie zu sehen. Ihr bisher letzter Film ist Monsignor aus dem Jahr 1982.

## Filmografie  (Auswahl)
- 1969: Delphine
- 1969: Katmandu – Nur die Stärksten überleben (Les chemins de Katmandou)
- 1970: Was würden sie an meiner Stelle tun? (Êtes-vous fiancée à un marin grec ou à un pilote de ligne?)
- 1971: Anita (Les coups pour rien)
- 1971: Per amore o per forza
- 1971: Vier Fäuste für ein Halleluja (Continuavano a chiamarlo Trinità)
- 1972: Avanti, Avanti! (Avanti!)
- 1972: Verflucht, verdammt und Halleluja (E poi lo chiamarono il magnifico)
- 1972–1973: The Age of the Medici (L’età di Cosimo de Medici, Miniserie, 2 Folgen)
- 1974: Die Teufelsschlucht der wilden Wölfe (Il ritorno di Zanna Bianca)
- 1976: Genova a mano armata
- 1976: Cattivi pensieri
- 1977: Battle of the Stars (Anno zero – Guerra nello spazio)
- 1978: Krieg der Roboter (The War of the Robots)
- 1982: Monsignor